# Ustka
Ustka (germană Stolpmünde, cașubiană Ùskô) este un oraș și stațiune balneară în județul Słupsk, voievodatul Pomerania, Polonia. Are o populație de 16 308 locuitori și suprafață de 10,14 km².

## Orașe înfrățite
Ustka este înfrățită cu:
- Bielsko-Biała, Polonia din 20 iulie 2002
- Enkhuizen, Țările de Jos din 25 mai 1992
- Kappeln, Germania din 8 mai 1991
- Słupsk, Polonia din 13 iulie 2003